# Lusca Fantastic Film Fest
El Lusca Fantastic Film Fest (conocido anteriormente como Puerto Rico Horror Film Fest) es un festival de cine anual celebrado en San Juan, Puerto Rico. Es el primer y único festival celebrado en el Caribe, especializado en temáticas de fantasía, ciencia ficción y terror. El evento se lleva a cabo en el área metropolitana de San Juan y en otros sitios de la isla, durante una semana entre octubre y noviembre.
Originalmente era conocido como el Puerto Rico Horror Film Fest. Desde 2009 fue convertido en un festival competitivo. En 2016, el Puerto Rico Horror Film Fest se convirtió en el LUSCA Caribbean International Fantastic Film Fest.